# Els Supersònics
Els Supersònics (The Jetsons) va ser una sèrie de televisió animada creada per William Hanna i Joseph Barbera creada en 1962 i molts creuen que és la versió futurista dels Picapedra. Però encara que es demostrin similituds, els personatges i aventures són molt diferents. Es va doblar al valencià per al Canal 9.